# 普林斯頓 (內布拉斯加州)
普林斯頓（英語：Princeton）是位於美國內布拉斯加州蘭開斯特縣的普查規定居民點。

## 歷史
普林斯頓的郵局於1886年設立，其後於1972年停運。

## 人口
根據2020年美國人口普查的數據，普林斯頓的面積為0.75平方千米，皆為陸地。當地共有人口51人，而人口密度為每平方千米68人。